# Ian Hendry
Ian Mackendrick Hendry (* 13. Januar 1931 in Ipswich, England; † 24. Dezember 1984, London, England) war ein britischer Schauspieler.

## Leben
Nach dem Besuch der Central School of Speech and Drama in London begann Hendry 1960 seine Karriere als Dr. Geoffrey Brent in der Fernsehserie Police Surgeon. Direkt danach spielte er in der ersten Staffel der Agentenserie Mit Schirm, Charme und Melone (The Avengers) den Dr. David Keel. Doch nach nur einer Saison verließ er die Serie, um sich mehr dem Kinofilm zu widmen. Auch hier stellte er häufig Doktoren und Polizisten dar. Hendry tauchte jedoch immer wieder in TV-Serien als Gaststar auf, wie in Geheimauftrag für John Drake (Danger Man), Simon Templar (The Saint), Die 2 (The Persuaders), Kein Pardon für Schutzengel (The Protectors), Mit Schirm, Charme und Melone (The New Avengers) oder Van der Valk.
Zu seinen bekanntesten Kinofilmen gehören Die Kinder der Verdammten (1964), Ekel (1965) von Roman Polański, Ein Haufen toller Hunde (1965) von Sidney Lumet mit Sean Connery, Unfall im Weltraum (1969), Ausbruch der 28 (1970), Jack rechnet ab (1971) mit Michael Caine, Theater des Grauens (1973), Captain Kronos – Vampirjäger (1974) und Beruf: Reporter von Regisseur Michelangelo Antonioni.
Ian Hendry war von 1963 bis 1971 mit der Schauspielerin Janet Munro verheiratet. Er starb 1984 an Heiligabend an einer Magenblutung und wurde im Golders Green Crematorium eingeäschert, wo sich auch seine Asche befindet.

## Auszeichnungen
- 1963: BAFTA-Film-Award-Nominierung als meistversprechender Neuling in einer führenden Rolle für Live Now - Pay Later (1962)
- 1972: BAFTA-Film-Award-Nominierung als bester Nebendarsteller in Jack rechnet ab

## Filmografie (Auswahl)
- 1955: I Am a Camera
- 1957: Am Rande der Unterwelt (The Secret Place)
- 1959: Der Weg nach oben (Room at the Top)
- 1960: Die letzte Fahrt der Bismarck (Sink the Bismarck!)
- 1963: Alibi des Todes (Girl in the Headlines)
- 1964: Die Kinder der Verdammten (Children of the Damned)
- 1964: Dschungel der Schönheit (The Beauty Jungle)
- 1965: Ein Haufen toller Hunde (The Hill)
- 1965: Ekel (Repulsion)
- 1969: Der Stern des Südens (The Southern Star)
- 1969: Unfall im Weltraum (Doppelgänger)
- 1970: Ausbruch der 28 (The McKenzie Break)
- 1971: Jack rechnet ab (Get Carter)
- 1972: Das zweite Kommando (The Jerusalem File)
- 1972: Geschichten aus der Gruft (Tales from the Crypt)
- 1973: Theater des Grauens (Theatre of Blood)
- 1973: Captain Kronos – Vampirjäger (Captain Kronos – Vampire Hunter)
- 1974: Ein Mann stellt eine Falle (The Internecine Project)
- 1975: Beruf: Reporter (Professione: reporter)
- 1978: Damien – Omen II (Damien: Omen II)
- 1979: Lady Diamond (The Bitch)
- 1980: L.A. Prisoner (McVicar)